# Diadectes
Diadectes war eines der größten unterpermischen Landwirbeltiere und neben Edaphosaurus der größte Pflanzenfresser seiner Zeit. Fossilien der Gattung wurden in Oklahoma, Utah, Texas und Deutschland gefunden.

## Merkmale

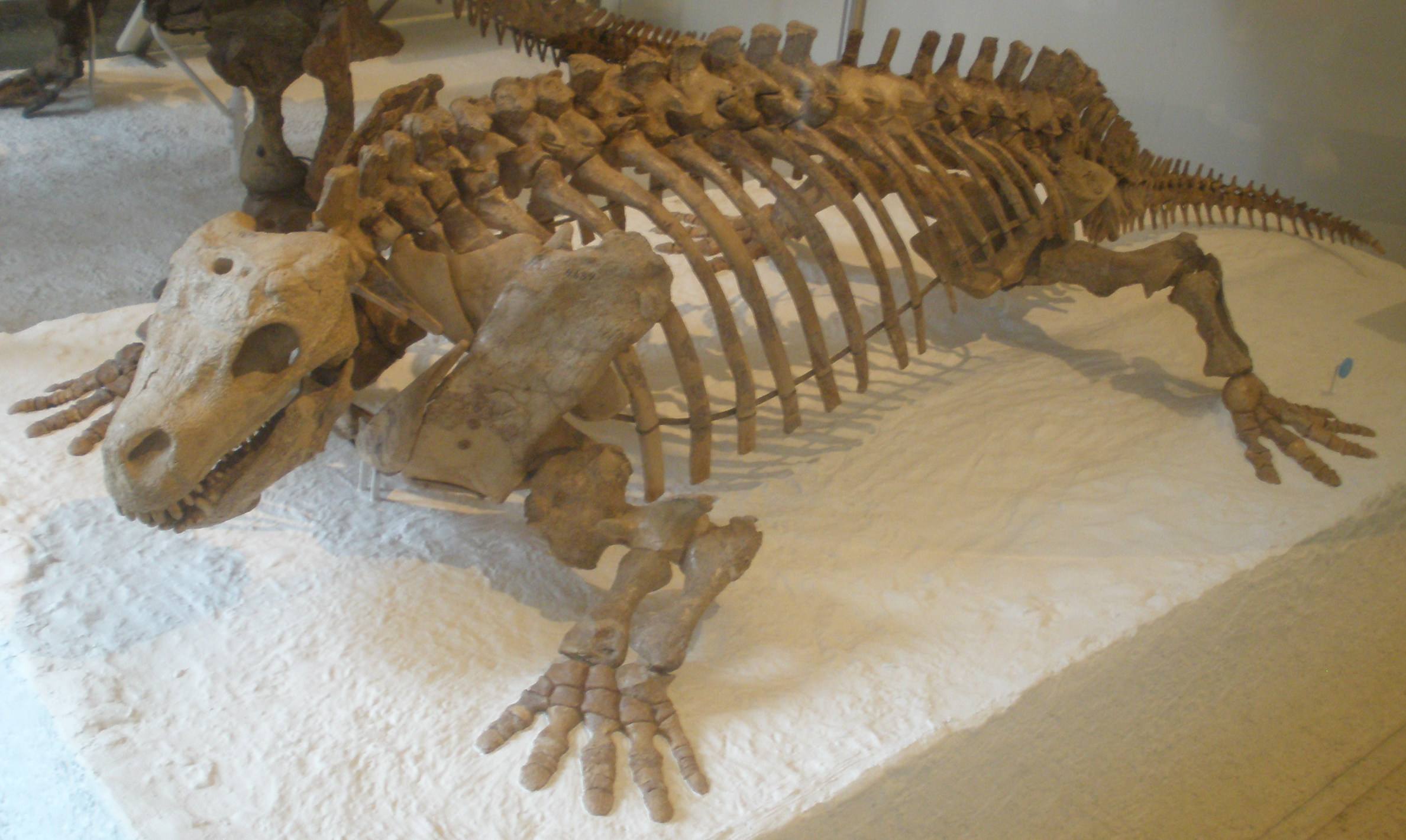
Skelett im American Museum of Natural History in New York

Diadectes wurde drei Meter lang und hatte einen gedrungenen Körper, massive Schulter- und Beckengürtel, kurze, kräftige Beine und starke Wirbel und Rippen. Insgesamt gleicht sein Körperbau dem von primitiven Amnioten. Der massive Kopf ist hochspezialisiert, unter anderem gibt es einen vom Gaumenbein gebildeten, teilweise entwickelten sekundären Gaumen und einen Ohrschlitz, der nicht wie bei Amphibien vom Schuppenbein gebildet wird, sondern wie bei fortschrittlichen Amnioten vom Quadratbein. Das Schädeldach ist dick und besteht aus schwammigen Knochen. Der Unterkiefer ist sehr hoch. An der Vorderkante von Ober- und Unterkiefer befinden sich je acht kurze, stiftförmige Zähne, die dazu geeignet waren, Pflanzenteile abzureißen. An den seitlichen Kieferrändern befanden sich stumpfe, seitlich verbreiterte Backenzähne.

## Systematik
Diadectes wurde ursprünglich zusammen mit den Anthracosauriern und primitiven Reptilien den Stammreptilien (Cotylosauria) zugeordnet, einer Gruppe die heute als paraphyletisch gilt. Später betrachtete man ihn zusammen mit Seymouria als die den Reptilien am nächsten kommenden Amphibie.
Diadectes ist die Typusgattung der Diadectomorpha, einer Gruppe ursprünglicher Landwirbeltiere, zu den neben drei weiteren schwer gebauten Pflanzenfressern auch die fleischfressenden Limnoscelidae gezählt werden. Die Diadectomorpha gelten heute als Schwestergruppe der Amnioten und werden mit ihnen in das Taxon Reptiliomorpha gestellt, das die Schwestergruppe der Amphibien ist. Einige Wissenschaftler glauben allerdings, dass die Diadectomorpha die Schwestergruppe der Synapsiden sind, eines Taxon, zu der auch die Säugetiere gehören. Die Diadectomorpha wären damit echte Amnioten. Grund für diese Annahme ist unter anderem eine genaue Untersuchung der Hinterhauptsregion von Diadectes.